# 25만 달러를 찾아라!
《25만 달러를 찾아라!》(Free Ride)는 미국에서 제작된 톰 트보비치 감독의 1986년 코미디 영화이다. 게리 허쉬버거 등이 주연으로 출연하였고 톰 보트로스 등이 제작에 참여하였다.

## 출연

### 주연
- 게리 허쉬버거
- 리드 루디

### 조연
- 돈 슈나이더
- 피터 드루이즈
- 브라이언 맥그러고
- 워렌 베링거
- 마미 밴 도런
- 르니 프롭스
- 칙 베네라

## 홈 미디어
이 영화는 미국에서 인터내셔널 비디오 엔터테인먼트에 의해 1987년 VHS로 출시되었으며 캐나다에서 같은 해 시네플렉스 오데온에 의해 출시되었다. 2009년 기준으로, 지역 1번 DVD에 대한 출시 계획은 없는 상태이다.